# My Father, Rua Alguem 5555
My Father, Rua Alguem 5555 ist ein italienisch-brasilianisch-ungarisches Filmdrama über einen fiktiven Familienkonflikt zwischen dem im brasilianischen Versteck lebenden Auschwitz-KZ-Arzt Josef Mengele und seinem Sohn. Der Film markiert die letzte Spielfilmrolle des damals 78-jährigen Hollywood-Altstars Charlton Heston in der Mengele-Rolle. Thomas Kretschmann verkörperte dessen Sohn. Die Geschichte basiert auf dem Roman „Vati“ (1987) des Lübecker Schriftstellers Peter Schneider, der auch am Drehbuch beteiligt gewesen war.

## Handlung
Rua Alguem 5555, dies ist die Adresse im tropischen Belém, einer küstennahen Stadt im äußersten Nordosten Brasiliens. Hier, in einer armseligen Gegend, wohnt ein alter Mann mit einer schrecklichen Vergangenheit. Er erwartet seinen Sohn Hermann, wie er Deutscher, und der junge Mann fiebert der ersten Begegnung mit seinem Vater, der als Kriegsverbrecher weltweit gesucht wird, entgegen. Man schreibt das Jahr 1977. Sohn Hermann ist 35 Jahre jung und sehr aufgewühlt, denn er weiß noch nicht allzu lange um die lange Zeit wie ein unausgesprochenes Familiengeheimnis gehütete Vergangenheit des Vaters, der als Lagerarzt in Auschwitz bis kurz vor Ende des Zweiten Weltkriegs fürchterliche Experimente an Häftlingen verübt und damit entsetzliche Schuld auf sich geladen hatte. Sein Name: Josef Mengele.
Hermann weiß noch nicht wie er mit seinem Erzeuger, der seit 1945 untergetaucht war, umgehen soll. Der unsichere junge Mann empfindet eine größtmögliche Distanz zu ihm, will dem Vater, so sieht sein Plan aus, wenigstens etwas Reue für seine Untaten entlocken, irgendetwas, was ihn, Hermann, zu seinem Vater möglicherweise aufschauen lassen könnte. Er will Antworten auf so viele Fragen bekommen, die ihn umtreiben. Hermann sucht die Konfrontation. Doch der Alte erweist sich vom äußeren Habitus her alles andere als ein kaltes Monster. Josef Mengele wirkt in seinem Auftritt kultiviert und gepflegt, er liebt klassische Musik und neigt nicht zu der brutalen Sprache oder hasserfüllten Wutausbrüchen eines Heydrich, Himmler oder gar Hitler. Und dennoch beginnt sich Hermann an dem unnahbaren und verbohrten Vater zu reiben: Kein Schuldgefühl, keine Reue ja nicht einmal Empathie lässt der charismatische Massenmörder im Gespräch mit seinem Sohn durchscheinen, seine Untaten haben offensichtlich keine Spuren, keine seelischen Verwerfungen in ihm hinterlassen.
Der alte Mengele fühlt sich sogar als Opfer einer Verfolgerjustiz und scheint vollkommen ohne jedes Verständnis für den Wunsch des Sohnes, sich der Justiz zu stellen. Ein letztes, langes Gespräch endet in einem Patt, dem Gipfel des Aneinandervorbeiredens. Hermann verlässt desillusioniert die Rua Alguem 5555, wohlwissend, wie tief die Kluft zu seinem Erzeuger ist und beide niemals eine gemeinsame Ebene finden werden. Der  junge Deutsche sieht sich in einer größtmöglichen Distanz zu seinem Vater und weiß dennoch, dass er ihn und seinen Aufenthaltsort nie an die Polizei verraten wird. Denn das Monster ist und bleibt sein Vater, und dessen durch den Sohn garantierte Unversehrtheit führt letztlich dazu, dass sich nunmehr auch Hermann schuldig machen wird.

## Produktionsnotizen
My Father, Rua Alguem 5555 entstand im Herbst 2001 in Brasilien (Rio de Janeiro, Manaus, Belém), Ungarn (Budapest) und Polen (Gedenkstätte KZ Auschwitz) und wurde seit dem September 2003 fast ausschließlich auf Filmfestivals gezeigt, so auch am 10. Februar 2004 auf der Berlinale. Einen deutschen Kinostart hat es nicht gegeben.

## Kritik
Das Fachblatt Variety kam zu folgendem Schluss: „Charlton Hestons ehrliches Bemühen in der Rolle eines Nazi-Todeslagerarztes wurde fast begraben in dem überaus emsigen und unnötig manipulativen "My Father Rua Alguem 5555", der Geschichte eines gequälten Sohnes, der seinen kriegsverbrecherischen Vater im brasilianischen Regenwald aufspürt. (…) Während Hestons Darstellung weder so komisch überzeugend ist wie Gregory Pecks Josef Mengele in "The Boys From Brazil" noch so originär gruselig wie Laurence Oliviers fiktives Monster Christian Szell in "Marathon Man", setzt er es mit fachgerechter Präzision mit etwas zischendem und konsequentem deutschen Akzent um und verbreitet mit seinem Rollencharakter leger Monstrosität und eine von vollkommener Negierung durchtränkte Logik. Doch Kretschmann … missinterpretiert Trauer und Wut mit schauspielerischer Übertreibung (…) Abraham erliegt … zuletzt einem Hang zu melodramatischer Schmierenschauspielerei. (…) Alles in allem sind die Drehorte in Brasilien, Ungarn, Italien und Polen malerisch, wenn die Kamera nur lange genug draufhält, um sie zu sehen.“